# Antônio João
Antônio João là một đô thị thuộc bang Mato Grosso do Sul, Brasil. Đô thị này có diện tích 1143,75 km², dân số năm 2007 là 8318 người, mật độ 7,27 người/km².